# Pasquale Brignoli
Pasquale Brignoli, più noto come Pasquilino Brignoli, (Napoli, 1824 – New York, 30 ottobre 1884), è stato un tenore italiano naturalizzato statunitense.

## Biografia
Figlio di un guantaio, ricevette una buona educazione musicale e divenne un pianista di discreto valore. Si dice che all'età di quindici anni compose un'opera, e, disgustato per il modo in cui venne eseguita una sua aria, irruppe sul palcoscenico e la cantò egli stesso, ottenendo un grande applauso. Egli, comunque, non si curò dello studio sistematico del canto fino all'età di ventuno anni.
Molto poco si conosce dei primi anni della sua vita per la sua ritrosia a parlare di quel periodo. Durante un'udienza di una causa civile a New York nel 1864 (Godfrey contro Brignoli), rifiutò di rispondere alla corte relativamente alla sua attività precedente a quella di cantante. Disse solo che aveva iniziato a cantare per professione nel 1850. Quando Clara Louise Kellogg riferì che Brignoli aveva i lobi delle orecchie forati, avanzò l'ipotesi che egli potesse essere stato prima un marinaio, ma egli non volle mai parlare dell'argomento.
Si dice che la sua carriera ebbe inizio quando Marietta Alboni lo udì cantare ad una festa privata. Dopo i successi ottenuti nelle sale da concerto, ebbe l'opportunità di cantare a Parigi e Londra. Il suo debutto nel teatro d'opera avvenne a Parigi in Mosè in Egitto di Rossini ma la sua voce aveva necessità di essere educata ed egli entrò al Conservatorio di Parigi. Dopo un periodo di studio, cantò in L'elisir d'amore, nel ruolo di Nemorino, al Theatre des Italiens. Cantò anche all'Opera di Parigi nel 1854.

## Carriera statunitense

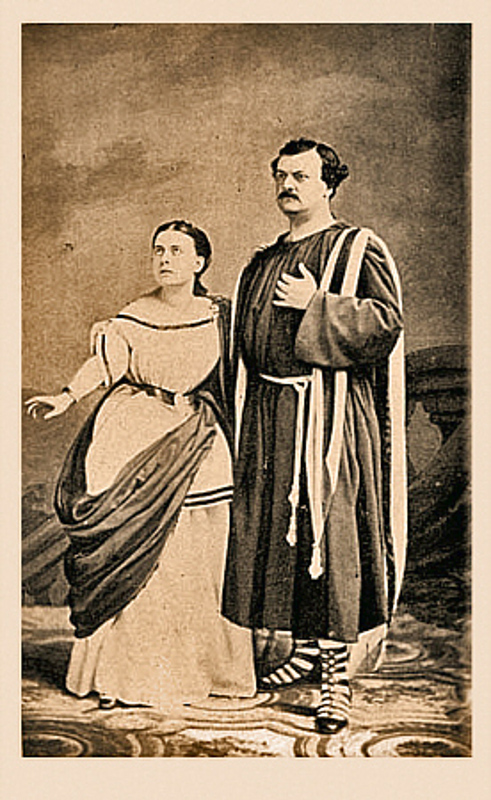
Brignoli con Marietta Piccolomini (1858-1859)

Su invito di Ole Bull, si recò negli Stati Uniti con Maurice Strakosch nel 1855, ed ottenne subito una popolarità che durò fino alla fine della vita. Il suo debutto negli Stati Uniti fu nel ruolo di Edgardo in Lucia di Lammermoor (12 marzo 1855) e subito dopo interpretò Manrico nella prima produzione statunitense de Il trovatore (2 maggio 1855). Altre prime statunitensi nelle quali cantò furono La traviata (1856), I vespri siciliani (1859) e Un ballo in maschera (1861), diretto dall'amico Emanuele Muzio alla New York Academy of Music, oltre che La Spia di Luigi Arditi (1855)  e Betly di Donizetti (1861) alla Philadelphia Academy of Music. La sua prima apparizione a Boston avvenne il 25 marzo 1855, nel ruolo di Gennaro in Lucrezia Borgia.
La sua voce, nei tempi migliori, era quella di un tenore di grande volume e dolcezza, ed anche all'età di sessant'anni si esibì in concerto e nell'opera. Fu ineguagliabile in grazia di esecuzione e nel fraseggio ma fu severamente criticato per le sue carenze sceniche e nell'interpretazione dei ruoli drammatici. Supportò Adelina Patti nel suo debutto del 1859 negli Stati Uniti e successivamente cantò con Anna de la Grange, Parepa, Nilsson, Tietjens e molte altre celebri cantanti. Brignoli fece tre tournée in Europa ma gli Stati Uniti divennero la sua patria adottiva.
Negli anni 1870, Brignoli sposò il soprano, Sallie Isabella McCullough, e fondò una compagnia d'opera con la quale girò i teatri d'opera degli Stati Uniti ottenendo grande successo. Brignoli decise allora di fare una tournée in Europa ma non incontrò lo stesso successo. La sua voce andava perdendo attrattiva e non poté più chiedere i grandi compensi ai quali era abituato. Cominciò quindi a trascurare la moglie, sia finanziariamente che sentimentalmente, ed essa ritornò a New York e chiese il divorzio. Brignoli ritornò per la causa ma sua moglie ottenne il divorzio. Subito dopo, Brignoli partì per Liverpool, essendo stato scritturato per cantare alla Royal Opera House di Londra e in teatri di altre città inglesi.
Dopo la prima opera della sua adolescenza, Brignoli compose altri pezzi. Uno dei suoi pezzi orchestrali, The Sailor's Dream, venne eseguito a Boston nel 1868. Compose anche alcune canzoni ed un pezzo intitolato The Crossing of the Danube che conteneva nella partitura un colpo di cannone come in Ouverture 1812 di Tchaikovsky.
Nonostante le grandi somme di denaro che guadagnò durante la sua carriera, morì in povertà. In ogni caso, i suoi amici e colleghi intervennero in massa ai suoi funerali nella chiesa cattolica di St. Agnes, che risultò gremita al massimo della sua capacità. Una marcia funebre venne composta appositamente per l'occasione e venne eseguita dalla banda del Seventh Regiment a Everett House, luogo della sua morte. La bara era circondata da rose bianche ed altri fiori, colombe bianche, parte di una colonna e un crocifisso.  Gli sopravvissero un fratello ed una sorella che vivevano a Parigi. Da allora, è stato largamente dimenticato e di lui non vi è alcun cenno nel Grove Dictionary of Music and Musicians o sull'Oxford Music Online.